# Юлия Балбила
Юлия Балбила (на старогръцки: ἡ Ἰουλία Βαλβίλλα; на латински: Julia Balbilla; * 72, Рим; † сл. 130) е аристократка в Римската империя между 1 и 2 век сл.н. Тя e поетеса и приятелка на император Адриан и съпругата му Вибия Сабина.

## Биография
Дъщеря е на комагенския принц Гай Юний Антиох Епифан (38 – 92), син на Антиох IV († сл. 72), последният цар на Комагена. Майка ѝ е Клавдия Капитолина, египетска гъркиня, дъщеря на астролога Тиберий Клавдий Балбил (префект на Египет 56 г.). Юлия Балбила е сестра на прочутия атински гражданин Гай Юлий Филопап (65 – 116), суфектконсул 109 г.
Юлия Балбила расте в Рим, докато нейните родители след смъртта на Антиох IV се местят в Атина. Баща ѝ умира през 92 г. в Атина. Майка ѝ се връща в Александрия в Египет, където се омъжва през 94 – 98 г. за Марк Юний Руф (префект на Египет 98 г.) и той става доведен баща на нейните деца.
През 130 г. император Адриан и съпругата му Вибия Сабина пътуват до Тива в Египет. Юлия Балбила ги придружава като дворцова поетеса. На Колосите на Мемнон императорът нарежда гравирането на четири гръцки стихотворения, които са от Юлия Балбила. Тя пише на древния еолийски гръцки диалект в стил на прочутата поетеса Сафо.